# Qualità dell'aria

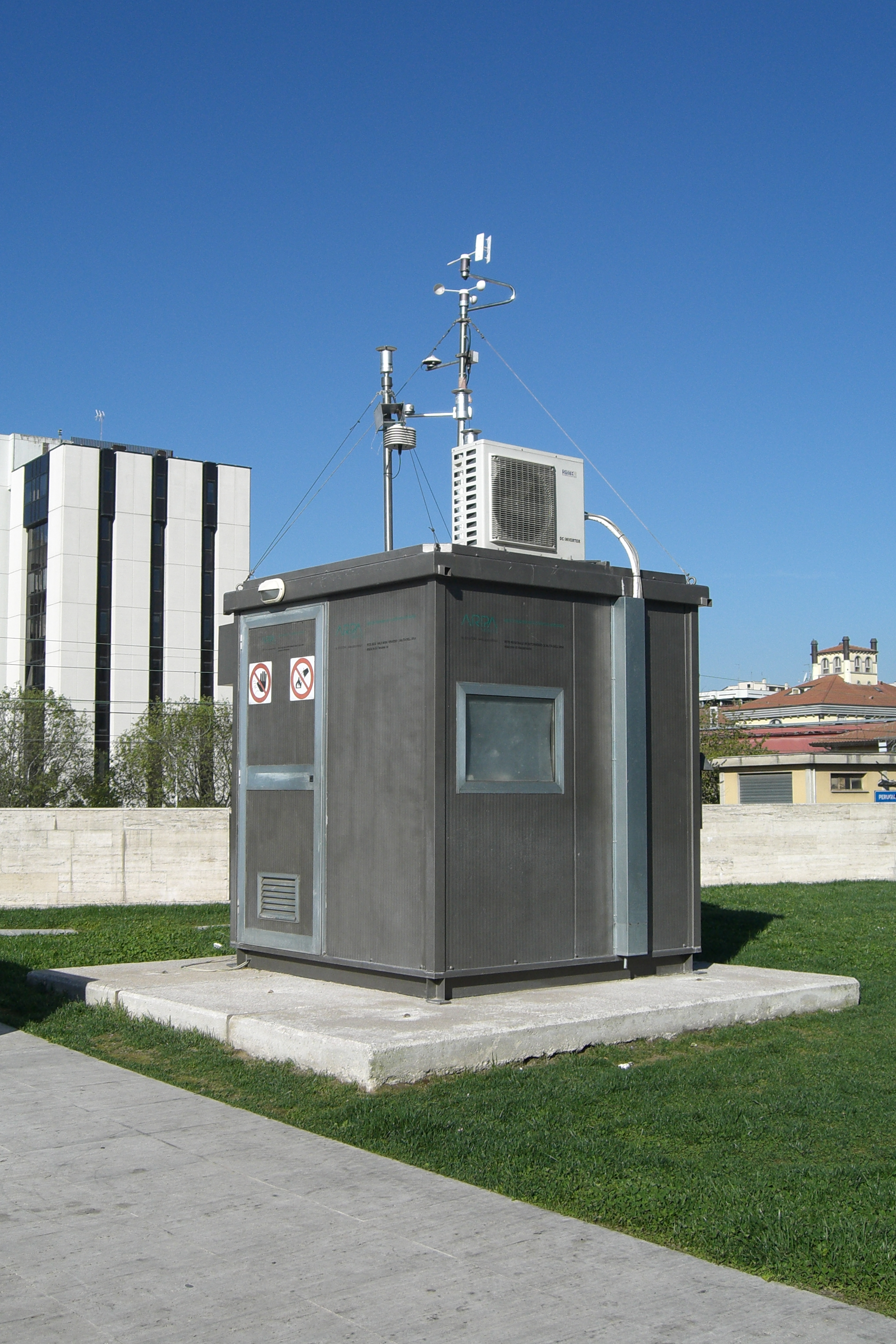
Una stazione automatica dell'ARPA per il monitoraggio della qualità dell'aria a Perugia (2012).

La qualità dell'aria è una misura di quanto l'aria sia libera da inquinamento atmosferico e innocua se respirata dall'uomo.
In Italia la prima legge ambientale fu approvata nel 1966, per combattere l'inquinamento atmosferico e fu battezzata legge antismog. Oggi sono aumentati i divieti e i controlli, i combustibili sono migliorati, ma il traffico automobilistico è cresciuto in modo abnorme diventando la principale causa di inquinamento ambientale. A livello mondiale si è scoperto che le emissioni di anidride carbonica provocate dalla combustione del petrolio stanno aumentando pericolosamente la temperatura del pianeta (effetto serra).
Le tre principali fonti di inquinamento sono:
- impianti industriali;
- impianti termici;
- veicoli a motore.

## Regolamentazione in Italia

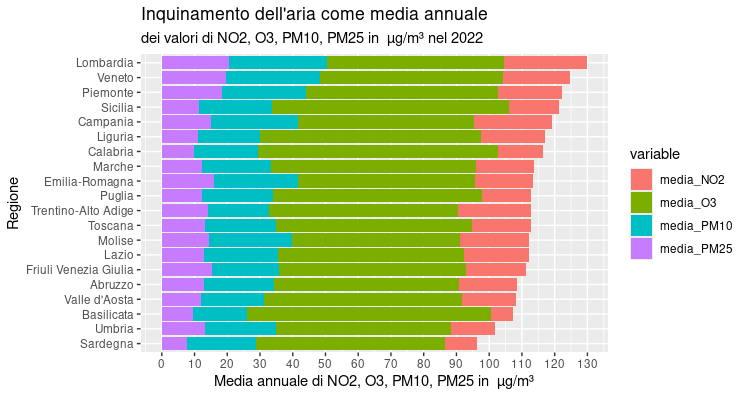
Fonte: [https://www.isprambiente.gov.it/it/banche-dati/banche-dati-folder/aria/qualita-dellaria ISPRA

La disciplina contro l'inquinamento atmosferico è contenuta nel DPR 203/1988 che ha dato attuazione a 4 direttive europee emanate tra il 1980 e il 1985.
La lotta contro l'inquinamento atmosferico fa ricorso a 2 strategie diverse:
- controllo delle fonti inquinanti e fissazione di standard di emissione;
- controllo sulla qualità dell'aria e fissazione di standard sulla qualità dell'aria.

Più recentemente tale materia è stata disciplinata dal D.Lgs. 152/06 (cosiddetto testo unico ambientale) per quanto riguarda le emissioni inquinanti e dal D.Lgs. 155/10 (recepimento della direttiva 2008/50/CE) per quanto riguarda la qualità dell'aria ambiente e poi dal D.Lgs 24 dicembre 2012, n. 250. 
| AQI     | Colore | Qualità  |
| ------- | ------ | -------- |
| 0-50    |        | Buona    |
| 51-100  |        | Discreta |
| 101-150 |        | Mediocre |
| 151-200 |        | Scadente |
| > 200   |        | Pessima  |

| IQA     | Colore | Qualità         |
| ------- | ------ | --------------- |
| 0-25    |        | Ottima          |
| 26-50   |        | Molto buona     |
| 51-60   |        | Buona           |
| 61-70   |        | Discreta        |
| 71-85   |        | Accettabile     |
| 86-100  |        | Mediocre        |
| 101-125 |        | Scadente        |
| 126-150 |        | Inquinata       |
| 151-200 |        | Molto inquinata |
| > 200   |        | Pessima         |

| Inquinante                   | Valore dell'indice (basato sulle concentrazioni dell'inquinante in µg/m3) | Valore dell'indice (basato sulle concentrazioni dell'inquinante in µg/m3) | Valore dell'indice (basato sulle concentrazioni dell'inquinante in µg/m3) | Valore dell'indice (basato sulle concentrazioni dell'inquinante in µg/m3) | Valore dell'indice (basato sulle concentrazioni dell'inquinante in µg/m3) | Valore dell'indice (basato sulle concentrazioni dell'inquinante in µg/m3) |
| Inquinante                   | Buono                                                                     | Discreto                                                                  | Moderato                                                                  | Cattivo                                                                   | Pessimo                                                                   | Estremamente cattivo                                                      |
| ---------------------------- | ------------------------------------------------------------------------- | ------------------------------------------------------------------------- | ------------------------------------------------------------------------- | ------------------------------------------------------------------------- | ------------------------------------------------------------------------- | ------------------------------------------------------------------------- |
| Particolato < 2.5 µm (PM2.5) | 0-10                                                                      | 10-20                                                                     | 20-25                                                                     | 25-50                                                                     | 50-75                                                                     | 75-800                                                                    |
| Particolato < 10 µm (PM10)   | 0-20                                                                      | 20-40                                                                     | 40-50                                                                     | 50-100                                                                    | 100-150                                                                   | 150-1200                                                                  |
| Biossido di azoto (NO2)      | 0-40                                                                      | 40-90                                                                     | 90-120                                                                    | 120-230                                                                   | 230-340                                                                   | 340-1000                                                                  |
| Ozono (O3)                   | 0-50                                                                      | 50-100                                                                    | 100-130                                                                   | 130-240                                                                   | 240-380                                                                   | 380-800                                                                   |
| Anidride solforosae (SO2)    | 0-100                                                                     | 100-200                                                                   | 200-350                                                                   | 350-500                                                                   | 500-750                                                                   | 750-1250                                                                  |

### Impianti industriali

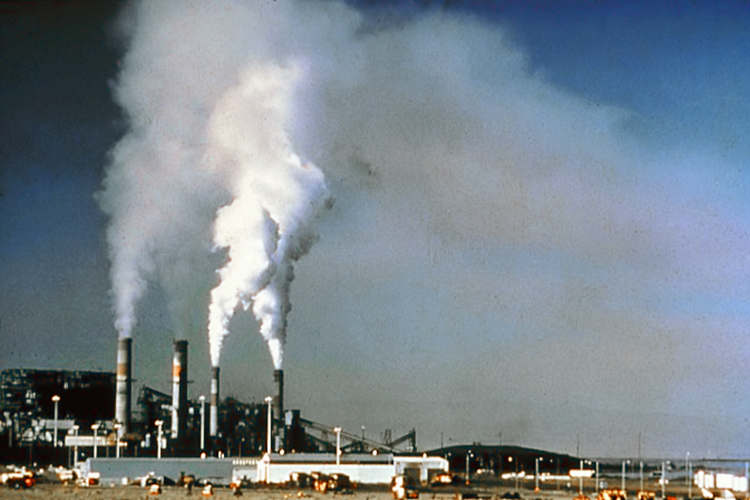
Impianto inquinante

I valori limite d'emissione indicano per ogni sostanza inquinante la massima quantità che può essere immessa nell'atmosfera da parte di un singolo impianto.
I valori limite di emissione massimi, in termini di concentrazione, sono stabiliti per il territorio nazionale dagli allegati al D.Lgs. 152/06.
Le regioni possono stabilire valori limite di emissione massimi più bassi di quelli nazionali.
Le imprese hanno l'obbligo di rilevare (periodicamente o in continuo) le emissioni dei loro impianti e di comunicare i risultati delle misure all'amministrazione. Sussiste, inoltre, l'obbligo di adottare la migliore tecnologia disponibile per il contenimento delle emissioni, ovvero (in caso di impianti soggetti ad Autorizzazione Integrata Ambientale) le migliori tecniche disponibili, che ottimizzano le prestazioni globali dell'impianto dal punto di vista ambientale. Per vigilare sul rispetto di tali obblighi, ciascun impianto il cui esercizio comporta emissioni significative nell'atmosfera deve essere autorizzato, in genere dalla Regione o, se delegata, dalla Provincia.
Le imprese che producono emissioni insalubri sono soggette ad altri vincoli che riguardano la loro locazione, che può essere in campagna o città, ma con l'uso di particolari cautele.

### Impianti termici
Per quanto riguarda gli impianti termici la legge si propone 2 obiettivi:
- limitare le emissioni di sostanze inquinanti;
- limitare il consumo d'energia.

Questi 2 obiettivi sono perseguiti da 2 diversi regolamenti che contengono le norme fondamentali sugli impianti di riscaldamento:
La legge si impone di ridurre il fabbisogno di riscaldamento agendo su edifici in modo da rendere possibile il riscaldamento dei locali con un minor consumo di combustibili. Allo stesso tempo la legge mira a sostituire gli impianti di riscaldamento centralizzato con gli impianti autonomi.

### Veicoli a motore

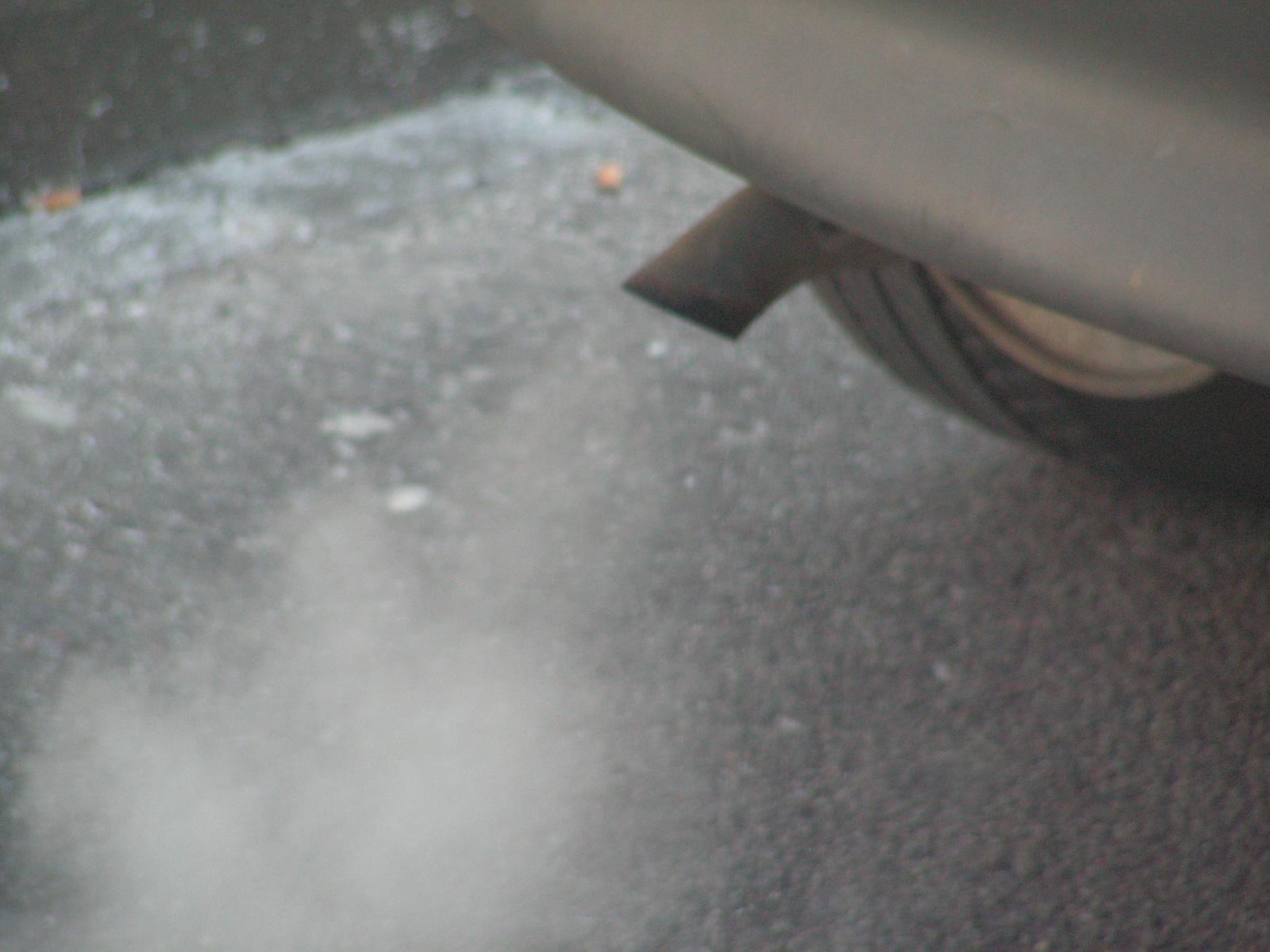
Scarico di auto

I veicoli a motore sono i principali responsabili dell'inquinamento atmosferico registrato nelle aree urbane.
Le disposizioni contro questo tipo di inquinamento possono essere distinte in 2 gruppi:
- misure di emergenza, che comprendono limite di attenzione e limite di allarme;
- misure preventive, contenute nel nuovo codice della strada, basate su 2 principi:
  - le caratteristiche tecniche dei mezzi e dei carburanti;
  - riduzione traffico automobilistico privato nelle aree urbane.

Negli anni 1970 il principale problema nei centri urbani era costituito dalle elevate concentrazioni di biossido di zolfo a cui era sottoposta la popolazione.
La causa principale delle alte concentrazioni era l'uso di combustibile ad alto tenore di zolfo. In quegli anni si superava ancora la concentrazione mensile media di 1000 µg/m³.
La riduzione del consumo di combustibile ricco di zolfo ha portato a una diminuzione delle concentrazioni di questo inquinante.

### Qualità dell'aria ambiente
Il controllo sulle singole fonti d'inquinamento non è però sufficiente, infatti se in un'area esistono numerosi impianti, l'aria risulterà lo stesso inquinata. La legge stabilisce perciò i livelli di qualità dell'aria, definiti in base alla concentrazione di inquinanti in atmosfera, classificati in base al confronto con:
- valori limite, indicanti, per ogni sostanza, la concentrazione massima accettabile;
- valori guida, indicanti, per ogni sostanza, la concentrazione massima desiderabile.

Tali valori sono in generale definiti a livello nazionale, ma le regioni possono fissare valori più severi. Per verificare e monitorare il livello di qualità dell'aria, le regioni hanno il compito di predisporre stazioni di monitoraggio.
Tocca infine alle regioni adoperarsi perché i valori limite non vengano superati, e a questo fine elaborano un “piano di risanamento e tutela della qualità dell'aria” che indica tutte le azioni da svolgere e le cautele da adottare per tenere sotto controllo la situazione e migliorarla.

## Regolamentazione internazionale

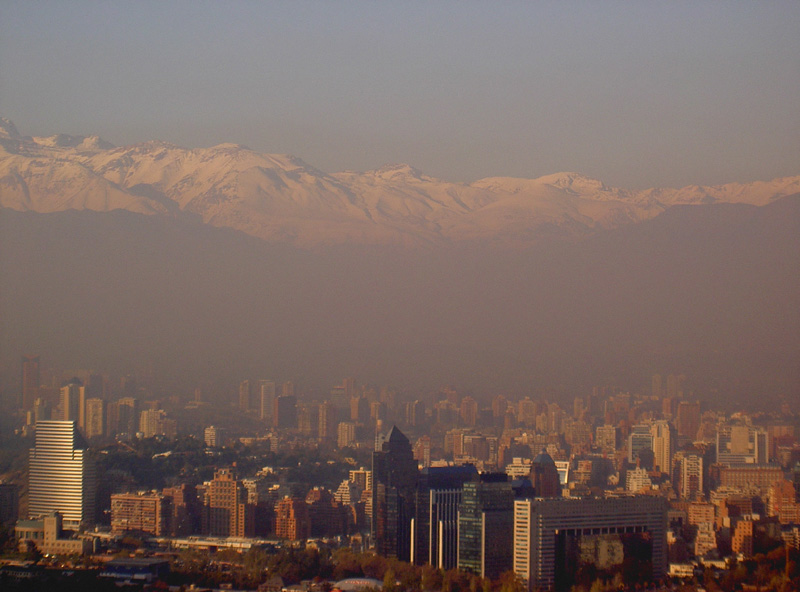
Smog su Santiago del Cile

Le emissioni inquinanti non provocano solo effetti sul piano locale, ma anche effetti transfrontalieri (regolamentati con accordi bilaterali o, in ambito comunitario, attraverso direttive UE) ed effetti a scala planetaria (oggetto di trattati internazionali). Riguardo a questi ultimi va citato il cosiddetto effetto serra, determinato dalla crescente massa di anidride carbonica rilasciata in atmosfera a seguito dell'impiego di combustibili fossili e che sta determinando un generalizzato aumento della temperatura del pianeta, e la lesione dello strato di ozono che circonda la terra, determinata dal rilascio in aria di specifici inquinanti e che ha determinato la riduzione dell'efficacia dell'atmosfera nello schermare radiazioni solari nocive.

### Salvaguardia dell'ozono
Dai primi anni 1980 la comunità internazionale ha cercato di trovare un accordo per mettere al bando le sostanze lesive dell'atmosfera. La UE ha emanato le proprie direttive. L'Italia ha dato attuazione alle disposizioni internazionali ed europee con la legge 594/1993 che stabilisce:
- il divieto di aprire nuovi impianti che fanno uso di sostanze lesive dell'ozono;
- la completa cessazione dell'uso di tali sostanze da parte delle imprese esistenti entro fine 2008;
- misure per lo smaltimento degli apparecchi fuori uso contenenti sostanze lesive, affinché esse non vengano disperse nell'atmosfera;
- l'obbligo per i fabbricanti di apporre sui prodotti in commercio che contengono tali sostanze una etichetta con le seguenti parole: «questo prodotto contiene sostanze che danneggiano l'ozono».

A questa è subentrato Regolamento (CE) 2037/2000 e successive modificazioni, abrogate dal successivo Regolamento (CE) No 1005/2009 sulle sostanze ozonolesive, secondo il quale la produzione, l'immissione sul mercato e l'uso di sostanze controllate diverse dagli idroclorofluorocarburi (elencate nell'allegato I di tale Regolamento) sono vietate.
In deroga al Regolamento (CE) No 1005/2009 le sostanze controllate diverse dagli idroclorofluorocarburi possono essere prodotte, immesse sul mercato e utilizzate per usi essenziali di laboratorio e a fini di analisi, con obbligo di registrazione e rilascio di licenza in conformità all'articolo 10 del Regolamento No. 1005/2009.
Si è incentivato l'uso di metodi analitici alternativi che non richiedono l'uso di ODS, disponibili in rete e sulla stampa specializzata

### Lotta all'effetto serra
Per la lotta contro l'effetto serra gli stati si sono assunti impegni da molti giudicati ancora troppo generici e insufficienti (Protocollo di Kyōto, 1997). Molti paesi sviluppati si sono impegnati a non aumentare le emissioni di anidride carbonica e ad accrescere l'impiego di energie alternative rinnovabili, ma il loro livello di emissione pro capite rimane alto. I paesi in via di sviluppo, invece, hanno difficoltà ad assumere l'impegno di non aumentare le emissioni, perché lo giudicano un intollerabile vincolo allo sviluppo delle loro popolazioni.